# Monte Venerocolo
Il monte Venerocolo, noto anche come monte Tre Confini (da non confondersi con il Pizzo dei Tre Confini, posto pochi chilometri più ad Ovest), dato che i suoi tre versanti delimitano i confini delle province lombarde di Bergamo, Brescia e Sondrio, è una montagna delle Alpi Orobie alta 2.590 m s.l.m. formata per lo più da rocce rossastre.

## Descrizione
La formazione rocciosa prevalente è il Verrucano Lombardo, caratterizzato da depositi silicoclastici continentali, di colore rosso, con alternanze di arenarie e conglomerati sedimentatisi in ambiente fluviale, deposti durante il Permiano Superiore.

## Accessi

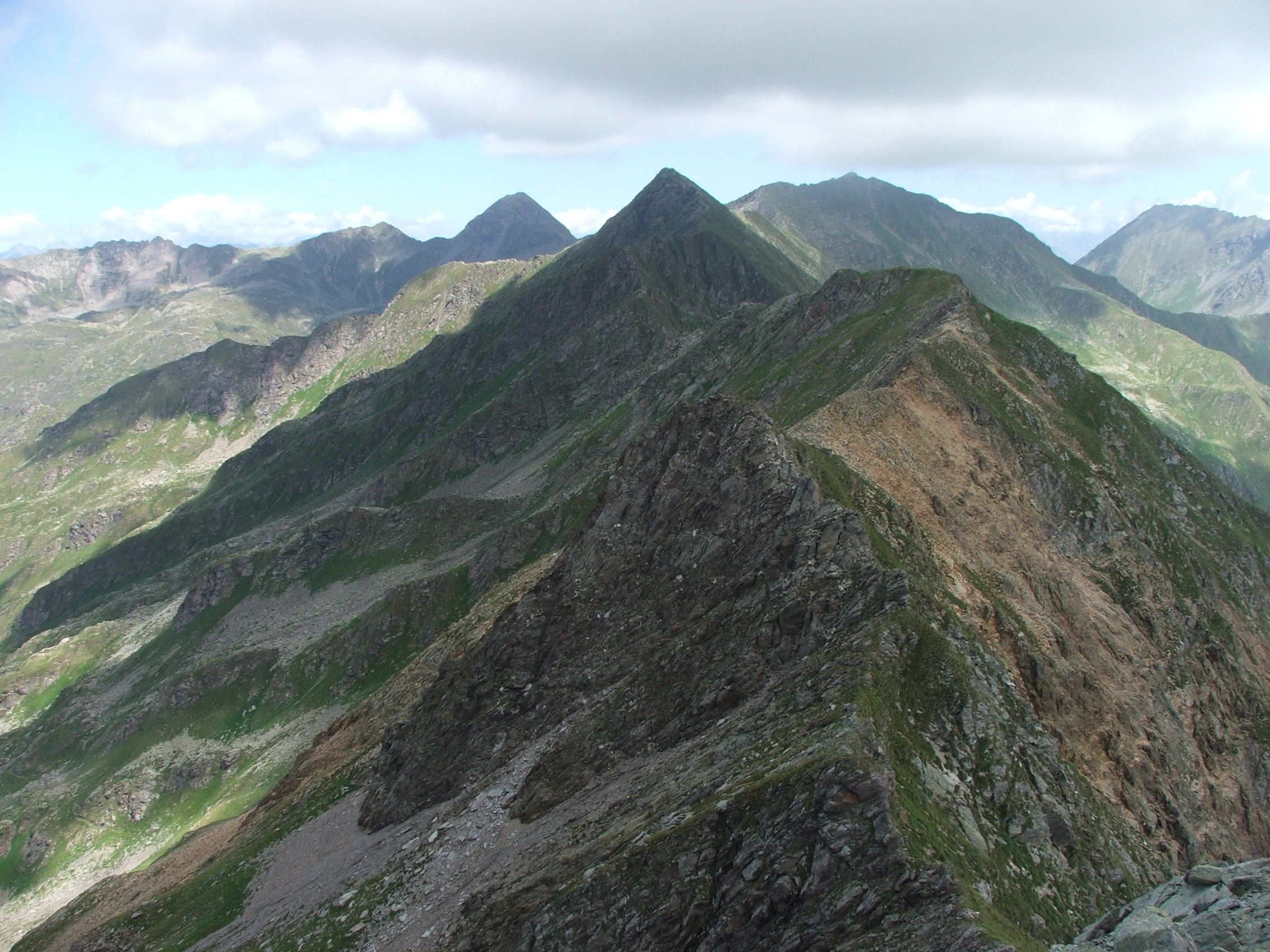
Veduta dalla vetta del Venerocolo, sullo spartiacque che divide le province di Sondrio (a sinistra) e Brescia (a destra)

La via di accesso più rapida prevede la partenza dal passo del Vivione (1.827 metri), in provincia di Bergamo, da dove si prende il sentiero C.A.I. numero 416 in direzione del lago di Valbona / passo del Gatto. Il sentiero parte dal lato della strada opposto a quello del rifugio, costeggia un laghetto, attraversa il torrente Valbona e, un centinaio di metri più avanti, si dirama prima di raggiungere una baita di pastori per salire a destra per la Valbona.
Raggiunto il lago di Valbona si prosegue lungo il sentiero principale che circonda il lago e ci si dirige verso il passo del Gatto. Arrivati al passo si prosegue attraversando due avvallamenti. A metà del secondo avvallamento, all'altezza dei due laghetti pluviali detti di san Carlo, si sale a destra verso il passo del Sellerino. Una volta al passo ci si arrampica su per la cresta a sinistra (direzione ovest) fino a raggiungere la vetta. La cresta è piuttosto aerea (difficoltà: per Escursionisti Esperti).
Dalla piccola croce della vetta gran vista sulla valle del Venerocolino con i relativi laghi, la zona dei rifugi Tagliaferri e Curò, ma soprattutto sul percorso appena fatto fino alla lontana Concarena, il massiccio della Presolana e l'alta Valtellina.
Un altro itinerario prevede la risalita partendo dal tornante più alto della valle del Sellero. Questa via è più breve ma il dislivello da affrontare è maggiore.